# ウェルザード
ウェルザード（1979年11月2日 - ）は、日本の小説家・漫画家。本名は非公表。福井県大飯郡高浜町出身。代表作は『カラダ探し』、『殺戮都市』、『食人姫』、『鏡怪潜』などがある。

## 来歴
福井県大飯郡高浜町出身。福井県立若狭東高等学校卒業。2011年、小説投稿サイト「エブリスタ」にて『カラダ探し』を公開。2014年に集英社「少年ジャンプ+」にて村瀬克俊作画でコミカライズ版が連載され、後に続編『カラダ探し 解』も連載される。2022年10月に、実写映画化された。

## 書籍化作品
小説
- カラダ探しシリーズ（2013年8月 - 2015年1月、ケータイ小説文庫／2015年12月 - 2016年1月、スターツ出版文庫／2016年11月 - 2020年7月、双葉社ジュニア文庫）
- ねがい（2015年9月、ケータイ小説文庫）
- 鏡怪潜～鏡の中の“ナニか”～（2016年8月、ケータイ小説文庫）
- カラダ探し 前夜（2016年8月、ジャンプ ジェイ ブックス）
- 俺は除霊師、西尾彰。 キミ達のような天使を守るナイトさ（2016年10月、KADOKAWA単行本）
- 見てはいけない（2020年3月、野いちご文庫）
- 屍病（2020年12月、ケータイ小説文庫）
- 絶命教室シリーズ（2023年4月 - 2024年11月、アルファポリスきずな文庫）
- 怪奇学園シリーズ（2025年1月 - 、アルファポリスきずな文庫）

漫画原作
- カラダ探し（2015年2月 - 2018年2月、ジャンプ コミックス）
- 命を分けたきみと、人生最後の夢をみる（2017年6月 - 11月、ジャンプ コミックス）
- 喰猟教室（2017年6月 - 2018年6月、アクション・コミックス）
- カラダ探し 解（2018年4月 - 2019年3月、ジャンプ コミックス）
- カラダ探し 異（2022年11月 - 2023年4月、ジャンプ コミックス）
- カガミタタリ（2025年3月 - 、HOWLコミックス）